# Церковь Святого Степаноса (Дашкесан)
Церковь Святого Степаноса (арм. Սուրբ Ստեփանոս եկեղեցի) — армянская апостольская церковь в селе Зейлик Дашкесанского района Азербайджана.

## Архитектура
Церковь построена из камня, размеры - 22 на 12 м. Каркасом служат 6 колонн. Имеет купол и колокольню на западной стороне. У входа стоит хачкар. Под куполом находится зал, а сама церковь имеет прямоугольную форму. Купол, как и другие священные части церкви, построен из особого камня.

## История
Церковь была построена в 1849 в основном на средства жителя Тифлиса Степана Мириманянца и пожертвования местных жителей. На западной стене святилища высечена надпись в память об основателе церкви. Архивные материалы свидетельствуют, что колокольня церкви святого Степаноса была закончена за 2 года до открытия самой церкви, то есть в 1847.
Последняя реконструкция церкви произошла в 1862 году. В 1928 году храм был закрыт.
В церкви сохранились четыре рукописи Евангелия.